# The Prophet Speaks
The Prophet Speaks è il quarantesimo album in studio del cantautore britannico Van Morrison, pubblicato nel 2018.

## Tracce
Testi e musiche di Van Morrison, eccetto dove indicato.
1. Gonna Send You Back to Where I Got You From – 4:40 (Eddie Vinson, Leona Blackman)
2. Dimples – 5:33 (John Lee Hooker, James Bracken)
3. Got to Go Where the Love Is – 4:23 (Van Morrison)
4. Laughin' and Clownin' – 5:31 (Sam Cooke)
5. 5 am Greenwich Mean Time – 5:37 (Van Morrison)
6. Gotta Get You Off My Mind – 3:44 (Solomon Burke, Delores Burke, Josephine Burke Moore)
7. Teardrops – 6:00 (J.D. Harris)
8. I Love the Life I Live – 3:34 (Willie Dixon)
9. Worried Blues / Rollin' and Tumblin' – 6:22 (J.D. Harris)
10. Ain't Gonna Moan No More – 6:15 (Van Morrison)
11. Love Is a Five Letter Word – 3:45 (Gene Barge)
12. Love Is Hard Work – 4:28 (Van Morrison)
13. Spirit Will Provide – 4:03 (Van Morrison)
14. The Prophet Speaks – 4:54 (Van Morrison)

## Formazione
- Van Morrison - voce
- Dan Wilson - chitarra acustica, chitarra elettrica
- Troy Roberts - basso acustico, sassofono tenore, sassofono soprano
- Joey DeFrancesco - tastiera, organo, tromba
- Jim Stern - tamburello
- Shana Morrison - cori